# Kamil Kuzera
Kamil Kuzera (Kielce, 1983. március 11. –) lengyel korosztályos válogatott labdarúgó, edző.

## Pályafutása

### Labdarúgóként
Kuzera a lengyelországi Kielce városában született. Az ifjúsági pályafutását a helyi Korona Kielce és a GKS Nowiny csapatában kezdte, majd a Wisła Kraków akadémiájánál folytatta.
2001-ben mutatkozott be a Wisła Kraków felnőtt keretében. 2003 és 2006 között a Korona Kielce, Górnik Zabrze és a Widzew Łódź csapatát erősítette kölcsönben. 2006-ban a Polonia Warszawa szerződtette. 2009-ben a Korona Kielcéhez igazolt.
Az U17-es és az U21-es korosztályú válogatottakban képviselte Lengyelországot.

### Edzőként
Kuzera a 2021 két alkalommal is a Korona Kielce ideiglenes edzője volt. 2022. október 29-én, Leszek Ojrzyński menesztése után a Korona Kielce vezetőedzője lett. A klub a 2022–23-as szezont a 13. helyen zárta.

## Sikerei, díjai

### Játékosként
Wisła Kraków
- Ekstraklasa
  - Bajnok (3): 2002–03, 2004–05

- Lengyel Kupa
  - Győztes (2): 2001–02, 2002–03

- Lengyel Ligakupa
  - Győztes (1): 2000–01